# Caccobius tai
Caccobius tai là một loài bọ cánh cứng trong họ Bọ hung (Scarabaeidae).